# Withings
Withings — французская компания, занимающаяся производством потребительской электроники. Штаб-квартира находится в городе Исси-ле-Мулино во Франции. Основной продукцией компании являются устройства, позволяющие синхронизировать данные по Wi-Fi и Bluetooth, такие как весы, тонометры, системы для мониторинга сна и серия умных часов с функцией отслеживания активности.
26 апреля 2016 года Withings была куплена финской корпорацией Nokia и стала подразделением под названием Nokia Health. Торговая марка Withings использовалась до июня 2017 года, после чего была заменена на бренд Nokia. В мае 2018 года, основатель Withings, Эрик Каррэль выкупил компанию и она снова стала независимой и продолжила использовать имя Withings.

## История

### Ранние годы
Компания Withings была основана в 2008 тремя топ-менеджерами из технологической и телекоммуникационной индустрий: Эриком Каррэлем, который ранее был сооснователем стартапа Inventel и выступившим в качестве исполнительного директора, Седериком Хатчингсом и Фредом Поттером, который до 2011 исполнял в компании роль технического директора.
Первым продуктом компании стали весы, которые могли измерять индекс массы тела и синхронизироваться с Google Health при помощи Wi-Fi, а также отправлять результаты в социальную сеть Твиттер. В сентябре 2010 года Withings получила 3,8 миллионов долларов венчурного капитала от фонда Ventech на разработку двух следующих проектов. В январе 2011 года во время выставки Consumer Electronics Show в Лас-Вегасе, Withings объявила что вторым продуктом компании станет тонометр, который будет подключаться к смартфону iPhone. Кроме того Withings аннонсировала выпуск детского монитора для использования вместе со смартфонами и другими подключаемыми устройствами. Монитор был выпущен в продажу в Европе в ноябре 2011 года и в Северной Америке в феврале 2012 года.
В июле 2013 года Withings получила 30 миллионов долларов в качестве венчурных инвестиций от компаний Bpifrance, Idinvest Partners, 360 CapitalPartners, и Ventech. В октябре 2014 года Withings начала использовать платформу Apple HealthKit для синхронизации данных от устройств выпускаемых компанией с приложением Apple Health. В ноябре 2015 года в рамках конференции WebSummit в Дублине, компания объявила о сотрудничестве с разработчиками приложения MyFitnessPal, в результате чего приложение Withings под названием Health Mate может получать от MyFitnessPal информацию о питании пользователя и уведомлять его о том достаточно ли он делает упраженений в зависимости от потребляемой пищи.

### 2016—2018. Nokia покупает компанию
В апреле 2016 года, финская корпорация Nokia объявила о заключении соглашения о покупке Withings за 170 миллионов евро, в результате которой французская компания становилась частью подразделения Nokia Technologies. Сделка была закрыта 31 мая 2016 года. В результате, исполнительный директор Withings, Седерик Хатчингс стал главой новой компании Digital Health в рамках Nokia Technologies. На момент покупки компании предполагалось, что бренд Withings продолжит существовать, однако к зиме 2016 года началась замена слогана с «Withings вдохновляет здоровье» на «Withings часть Nokia», а 26 февраля 2017 года было объявлено, что бренд Withings перестанет существовать и устройства, разработанные компанией будут выпускаться под маркой Nokia. Процесс ребрендинга был завершён 20 июня 2017 года.
В декабре 2016 года продукты Withings были сняты с продажи в сети онлайн магазинов Apple Store. Хотя причины не были названы, журналисты Vox связали это с патентным спором между Apple и Nokia, который начался незадолго до изъятия товаров Withings из продажи.

### После 2018. Эрик Каррэль выкупает компанию
2 мая 2018 года Nokia объявила о планах по продаже своего бизнеса, связанного со здоровьем сооснователю Withings, Эрику Каррэлю, который до этого покинул Nokia в 2017 году. Сделка была завершена к концу месяца. В апреле 2019 года Withings объявила о строительстве завода во Франции.